# حسن باي بن حسين
حسن باي بن حسين المدعو بوحنك هو باي قسنطينة وحاكم بايلك الشرق ضمن أيالة الجزائر في العهد العثماني. امتد حكمه بين سنتي 1736 و1754 ليخلفه فيما بعد حسين بن زرق عينو.